# 마리나베이
마리나베이샌즈(영어: Marina Bay sands, 중국어 간체자: 滨海湾, 병음: bīnhǎiwān)는 싱가포르 남쪽 센트럴 에어리어에 있는 지역이다.